# Theumella
Theumella is een geslacht van spinnen uit de  familie van de Prodidomidae.

## Soorten
- Theumella penicillata Strand, 1906
- Theumella typica Strand, 1906